# Johann Nepomuk Giebele
Johann Nepomuk Giebele (* 1775 in Württemberg; † 1836 in Paris) war ein deutsch-französischer Maler, Aquatintastecher und Zeichenlehrer.

## Leben
Giebele absolvierte bis 1801 ein Studium an der Kunstakademie in Wien unter Friedrich August Brand und Laurenz Janscha. Seit ca. 1801 war er in Paris ansässig. 1803 beteiligt er sich an der Weimarer Kunstausstellung. Im Jahr 1805 wird er Zeichenlehrer an der École d’architecture in Paris. Dort besucht er 1814 des Lehrateliers von Jacques-Louis David. Nach 1814 ist er als Aquatintastecher in Paris tätig. Er etablierte sich als Reproduktionsstecher und fertigte Blätter nach dem frühneuzeitlichen Maler Cornelis Jonson van Ceulen und zeitgenössischen Künstlern, u. a. Anton Ignaz Melling und Michel Victor Petit-Baltet an.

## Werke
- Kyklopische Landschaft, 1803, Zeichnung, Verbleib unbekannt (Scheidig 1958, S. 385)
- Ansicht von Paris, vom Montmartre aus genommen, 1804, signiert: „Gib. ad nat. delin. 1804“, Aquatinta, Ver- bleib unbekannt (Blatt in: London und Paris, 13. Bd., 1804, Beiblatt, Taf. VI) (Taf. XIX)
- Vue des Tuileries, Aquarell, Paris, Musée Carnavalet | Ansicht der Tuilerien in Paris, 1804, kolorierter Kupferstich, signiert: „Gibele ad nat. del. 1804“, (Blatt in: London und Paris, 1804, Band 14, Taf. XI)
- Vue du Jardin des Plantes à Paris, 1805, Kupferstich (Abb. in: London und Paris, 1805, Band 15, Taf. I)
- Ansicht der Tuilerien in Paris, 1806, Kupferstich, 25,8 × 18, 2 cm, bezeichnet „Gibele ad nat. del. 1806“, Privatbesitz